# Луковица (община Желино)
Вижте пояснителната страница за други значения на Луковица.
Луковица (на македонска литературна норма: Луковица; на албански: Llukovica) е село в Северна Македония, в община Желино.

## География
Селото е разположено високо в източните склонове на планината Сува гора в басейна на река Треска (Голема). Географски Луковица е в областта Поречие, но исторически принадлежи на Полога.

## История
В края на XIX век Луковица е българо-албанско село в Тетовска каза на Османската империя. Според статистиката на Васил Кънчов („Македония. Етнография и статистика“) от 1900 година Луковица е село, населявано от 105 жители българи християни и 106 жители арнаути мохамедани.
Цялото християнско население на селото е под върховенството на Българската екзархия. По данни на секретаря на екзархията Димитър Мишев („La Macédoine et sa Population Chrétienne“) в 1905 година в Луковица има 80 българи екзархисти.
Според Афанасий Селишчев в 1929 година Луковица е село в Седларевска община в Долноположкия срез и има 31 къщи с 210 жители българи.
Според преброяването от 2002 година селото има 47 жители македонци.